# 弗拉特斯四世
弗拉特斯四世（？—前2年）是安息帝國国王，约前37年~前2年在位。

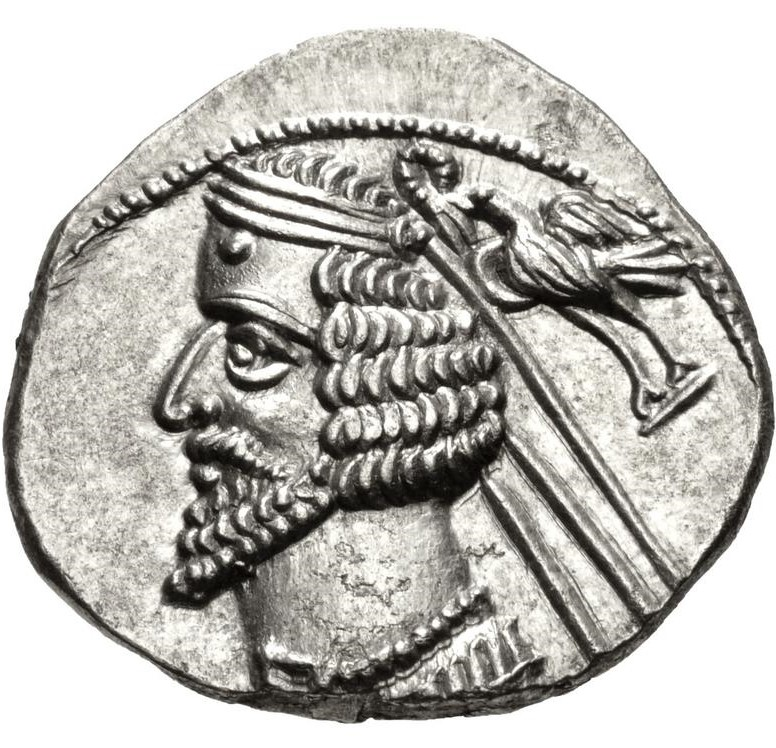

弗拉特斯四世为奧羅德斯二世之子。他在位期間，击退了由后三头之一的马克·安东尼亲自率领的罗马大军（据说有10万人之多）对帕提亚的报复性入侵。罗马人损失了3万名战士。
弗拉特斯四世在宫廷政变中被其子弗拉特斯五世谋杀。

## 兒子
1. 沃諾奈斯一世
2. 弗拉特斯
3. 卡倫
4. 弗拉特斯五世